# روبرت ريتشاردز
روبرت ريتشاردز (بالإنجليزية: Robert Richards )‏ (و. 1884 – 1954 م) هو مؤرخ، وسياسي، من المملكة المتحدة، كان عضوًا في حزب العمال، توفي عن عمر يناهز 70 عاماً.

## مناصب
تولى منصب عضو البرلمان في المملكة المتحدة.